# Nastawiacz kości
Nastawiacz kości, kostopraw (rus. костоправ, eng. bonesetter) – osoba potrafiąca nastawić (wprawić) wszelkiego rodzaju zwichnięcia lub podwichnięcia stawów, kości oraz mięśni (także ścięgien i więzadeł). Po raz pierwszy to hasło zostało zdefiniowane w wersji pisemnej w połowie wieku XIX w znanym rosyjskim Słowniku Dala.
Kostoprawem może być osoba po studiach medycznych, ale może też nie posiadać wykształcenia medycznego lecz posiadać wiedzę o budowie anatomicznej, fizjologii oraz patologii organizmu człowieka, zdobytą poprzez samouctwo (samokształcenie) bądź w wyniku nauki przez osoby doświadczone (członkowie rodziny lub obce), sukcesywnie zajmujące się kostoprawstwem od wielu lat.
Oprócz nastawiania kości kostoprawi także zajmują się "układaniem" czy nastawieniem organów jamy brzusznej oraz miednicy (np. visceroptosis, splanchnoptosis, nefroptosis, Choroba Glenarda).
Kostopraw zazwyczaj zaczyna nastawienie od rozluźnienia i ogrzania tkanki mięśniowej przez masaż rozgrzewający lub inną metodą, powodującą przyspieszenie krążenia peryferyjnego.
Kostoprawów cechuje świetna znajomość ciała człowieka, wysoka wrażliwość kinestetyczna dłoni oraz duża empatia. 
Wiedza i umiejętności kostoprawstwa nierzadko są przekazywane z pokolenia na pokolenie w kręgu rodzinnym. Takie rodziny nazywane są Rodziną Kostoprawów, a ich techniki - Rodzinna Szkołą Kostoprawstwa. Dość rozpowszechniona w środowisku kostoprawów jest także wiedza o ziołolecznictwie, homeopatii i starożytnych metodach leczenia (opisanych w traktatach np. Hipokratesa czy Awicenny bądź przekazywanych w rodzinach kostoprawów).
Dziś znalezienie dobrego, doświadczonego kostoprawa jest bardzo trudne, gdyż nie istnieją profesjonalne szkoły kostoprawskie ani fakultety na studiach wyższych. Najbliższe tego zawodu są studia terapii manualnej lub fizjoterapii oraz specjalizacje: osteopatia i wertebrologia.